# ليبيرتي (صحيفة)
ليبيرتي (بالفرنسية: Liberté)‏ وتعني حرية وهي صحيفة يومية جزائرية تصدر باللغة الفرنسية

## وصلات خارجية
- الموقع الرسمي لجريدة ليبيرتي

1. 1 2  مذكور في: بوابة الرقم الدولي الموحد للدوريات. الرَّقم التَّسلسليُّ المِعياريُّ الدَّوليُّ (ISSN): 1111-4290. الناشر: ISSN International Centre. لغة العمل أو لغة الاسم: الإنجليزية.
2. ↑  "شبكة العلوم" (PDF) (بالإنجليزية).